# Katamdevarakote, Challakere
Katamdevarakote là một làng thuộc tehsil Challakere, huyện Chitradurga, bang Karnataka, Ấn Độ.